# Bob Denver
Pour les articles homonymes, voir Denver (homonymie).
Robert Osbourne Denver, dit Bob Denver, est un acteur américain né le 9 janvier 1935 à Nouvelle-Rochelle, État de New York (États-Unis), décédé le 2 septembre 2005 à Winston-Salem (Caroline du Nord), d'un cancer et d'une pneumonie.

## Biographie
Il est surtout connu pour son rôle de Gilligan dans L'Île aux naufragés (Gilligan's Island).

## Filmographie
- 1959 : Les Déchaînés (A Private's Affair) de Raoul Walsh : MacIntosh
- 1959-1963 : Dobie Gillis (TV) : Maynard G. Krebs
- 1963 : Dr Kildare (TV) : Dr Paul Garrett
- 1963 : The Farmer's Daughter (en) (TV) : Lieutenant Tenner
- 1964 : Gilligan's Island : Marooned : Gilligan
- 1964 : The Andy Griffith Show : Dud Wash
- 1964 : Make Room for Daddy (it) : Herbie
- 1964-1967 : L'Île aux naufragés : Gilligan
- 1964 : For Those Who Think Young (en) : Kelp
- 1967 : Who's Minding the Mint? (en) : Willie Owens
- 1967 : Jinny de mes rêves : Harold
- 1968 : Fureur à la plage : Choo-Choo Burns
- 1968 : Did You Hear the One About the Travelling Saleslady? : Bertram Webb
- 1968-1970 : The Good Guys (en) : Rufus Butterworth
- 1970-1973 : Love, American Style
- 1973-1974 : Dusty's Trail (en) : Dusty
- 1974 : The New Adventures of Gilligan : Gilligan
- 1975-1977 : Far Out Space Nuts (en) Junior
- 1977 : Whatever Happened to Dobie Gillis : Maynard G. Krebs
- 1978 : Rescue from Gilligan's Island (en) : Gilligan
- 1979 : The Castaways on Gilligan's Island (en) : Gilligan
- 1979-1982 : La croisière s'amuse : Jason Markham
- 1980-1983 : L'Île fantastique : Don Winters
- 1981 : The Harlem Globetrotters on Gilligan's Island (en) : Gilligan
- 1982 : Twilight Theater
- 1982 : Scamps : Oliver Hopkins
- 1982 : Gilligan's Planet : Gilligan
- 1983 : The Invisible Woman : Dr Dudley Plunkett
- 1983 : High School U.S.A. : Milton Feld
- 1987 : The New Gidget (en) : Gilligan
- 1987 : Alf : Gilligan
- 1988 : Bring Me the Head of Dobie Gillis : Maynard G. Krebs
- 1992 : Alerte à Malibu : Gilligan
- 1995 : Roseanne (TV) : Gilligan
- 1998 : Meego : Gilligan